# Föreningen till understöd åt kvinliga tjenare i Göteborg
Föreningen till understöd åt kvinliga tjenare i Göteborg var en förening, vars syfte var att ge understöd åt framför allt gamla trogna tjänarinnor, vilken grundades år 1884.

## Historia
I januari 1884 utfärdades av åtskilliga damer i Göteborg inbjudning till tecknande av bidrag till understöd åt gamla trogna tjänarinnor. I inbjudan yttrades:
"Bland ämnen, som utan tvifvel förtjena välvillig uppmärksamhet intager frågan om qvinliga tjenares ställning och framtida utsigter ett framstående rum. Lönen under den tid de hafva att tjena förslår i allmänhet ej till mer än hvad som fordras för deras beklädnad, och om de undantagsvis kunna göra någon liten insättning i sparbank, torde en sådan omtanka i de flesta fall icke medföra bildandet av tillgångar, som i nämnvärd grad kunna betrygga deras ålderdom, då — om de ej blifva gifta — värnlösheten och nöden vänta såsom mål för ett lif, fattigt på glädje, men uppfyldt af strängt arbete och försakelser."
Till följd av inbjudan hade det bildats en fond med bidrag för en gång på 8 234 kronor och som årliga bidrag 1 826 kronor. Fram till 1884 års slut hade räntan uppgått till 100,66 kronor, det vill säga totalt omfattade fonden vid 1884 års slut 10 160,66 kronor. Genom diverse utgifter hade beloppet till den 4 februari 1885 minskat, så att behållningen var 10 128 kronor 16 öre.
Den 4 februari 1885 hölls ett sammanträde med bidragsgivarna till fonden i den mindre börssalen, varvid det beslöts att en särskild förening, benämnd "Förening till understöd åt kvinliga tjenare i Göteborg", skulle bildas av dem som med anledning av inbjudan tecknat och erlagt bidrag till den nya fonden. Den 5 mars hölls ett ordinarie sammanträde med medlemmarna i föreningen, varvid ett framtaget förslag till stadgar antogs. Enligt stadgarna hade föreningen till ändamål att lämna understöd åt lagstadda kvinnliga tjänare i Göteborg, vilka genom välförhållande gjort sig förtjänta därav och till följd av ålderdom eller sjukdom var oförmögna att fortsätta med sitt tjänstekall samt var i behov av understöd. Företrädesrätt till understöd fick inte grundas på bidrag till föreningen, men vid husbondes oförmåga att mot nöd trygga tjänarinna, som skulle kunna komma i åtanke av understöd, skulle särskilt avseende fästas.
Föreningens tillgångar bestod av en fond, som grundats genom engångsbidrag, samt årliga bidrag från föreningens medlemmar. Till understöden användes de årliga bidragen, samt avkastningen av fonden. Understöden utgick med 100 kronor per kalenderår och utbetalades halvårsvis i slutet av juni och december.
Vid sammanträdet i mars 1885 utsågs styrelse för föreningen, vars första åtgärd blev att besluta om regler för utseende av understödstagarinnor. Deras antal måste, med hänsyn till föreningens tillgångar, begränsas till femton. Vid styrelsesammanträdet den 8 juni 1885 antogs understödstagarinnor på livstid bland 115 sökande.
Sedan under år 1886 föreningen haft glädjen att av det då upplösta bostadsaktiebolaget genom herr konsuln C. A. Kjellberg mottaga som gåva ett belopp på 2 375 kronor och 13 öre att användas för föreningens ändamål, kunde styrelsen den 7 februari 1887 anta ytterligare tre understödstagarinnor.
Enligt revisionsberättelsen för 1887 utgjorde tillgångarna per den 31 december 15 624 kronor 44 öre, varav 13 030 kronor 47 öre grundfond och 2 593 kronor 97 öre kapitalkonto. Under året hade influtit 1 662 kronor i årliga bidrag och i räntor 824 kronor 69 öre.
I årsberättelsen år 1888 kunde styrelsen berätta att det inkommit ansökningar från inte mindre än 130 tjänarinnor, vilkas ansökningar väntade på prövning vid uppkommande ledighet bland understödstagarinnorna. Styrelsen framförde att det därför var av vikt att föreningens medlemmar lämnade bidrag och värvade nya medlemmar.